# Clavagelloidea
Super-famille
Les Clavagelloidea sont une super-famille de mollusques bivalves.

## Liste des familles
Selon World Register of Marine Species (8 mars 2021) :
- famille Clavagellidae d'Orbigny, 1844
- famille Penicillidae Gray, 1858